# إربي أغو
إربي أغو (بالألبانية: Erbi Ago‏) (8 مارس 1990) هو رجل أعمال مهني وقانوني وعارض أزياء سابق ألباني[ ؟ ].

## روابط خارجية
- إربي أغو على موقع IMDb (الإنجليزية)
- إربي أغو على موقع ألو سيني (الفرنسية)
- إربي أغو على موقع قاعدة بيانات الفيلم (الإنجليزية)
- إربي أغو على موقع كينوبويسك (الروسية)